# Le Dernier Roi des Incas
Pour plus de détails, voir Fiche technique et Distribution.
Le Dernier Roi des Incas ou Viva Gringo (Das Vermächtnis des Inka) est un western hispano-italo-bulgaro-ouest-allemand sorti en 1965 et réalisé par Georg Marischka. Il s'agit d'une adaptation de l'œuvre homonyme, Das Vermächtnis des Inka, écrite par Karl May et publiée en 1895.

## Fiche technique
Sauf indication contraire, les informations mentionnées dans cette section peuvent être confirmées par la base de données cinématographiques IMDb,  présente dans la section « Liens externes ».
- Titre original allemand : Das Vermächtnis des Inka
- Titre espagnol : El último rey de los incas
- Titre italien : Viva Gringo
- Titre bulgare : Заветът на инката (Zavetat na Inkata)[2]
- Titre français : Le Dernier Roi des Incas ou Viva Gringo[3],[2]
- Réalisateur : Georg Marischka
- Scénario : Georg Marischka, Winfried Groth, Franz Marischka
- Producteur : Alberto Grimaldi, Franz Marischka, Carl Szokoll
- Photographie : Juan Mariné, Siegfried Hold
- Montage : Anneliese Artelt, Enzo Alabiso
- Musique : Angelo Francesco Lavagnino
- Costumes : Antonio Cortés, Rosa Grana Garland
- Société de production : Boyana Film, Filmstudio, Franz Marischka Film, Orbita Films, Produzioni Europee Associati (PEA), Studija Za Igralni Filmi, Tritone Cinematografica, Órbita Films
- Pays de production :  Allemagne de l'Ouest,  Espagne,  Italie,  Bulgarie
- Langue de tournage : allemand
- Format : Couleur (Eastmancolor) - 2,35:1 - son mono - 35 mm
- Genre : Western
- Durée : 100 minutes (1h40)
- Date de sortie :
  - Pérou : 21 août 1965
  - Espagne : 8 septembre 1965
  - Bulgarie : 9 septembre 1965
  - Allemagne de l'Ouest : 9 avril 1966
  - France : 4 octobre 1967[2]

## Distribution
- Guy Madison : père Jaguar / Karl Hansen
- William Rothlein : Haukaropora
- Geula Nuni : Graziella
- Carlo Tamberlani : Anciano
- Rik Battaglia : Antonio Perillo
- Francisco Rabal : Gambusino
- Heinz Erhardt : professeur Morgenstern
- Walter Giller : Fritze Kiesewetter
- Chris Howland : don Parmesan
- Fernando Rey : président Castilla
- Ingeborg Schöner : Mme Ruiz
- Raf Baldassarre : Geronimo
- Santiago Riveirro : ministre Ruiz
- Lubomir Dimitroff : El Brazo Valiente
- Bugomil Simeonoff : Grosso
- Antonio Almorós : Escobedo
- Geza von Rösner : Jan Hansen
- Winfried Groth : l'officier
- Gancho Gantscheff : Verano
- J. Stefanoff : capitaine Pellejo
- Olga Kirchera : Pilar
- T. Cornejo